# Rottenbach (Oberfranken)

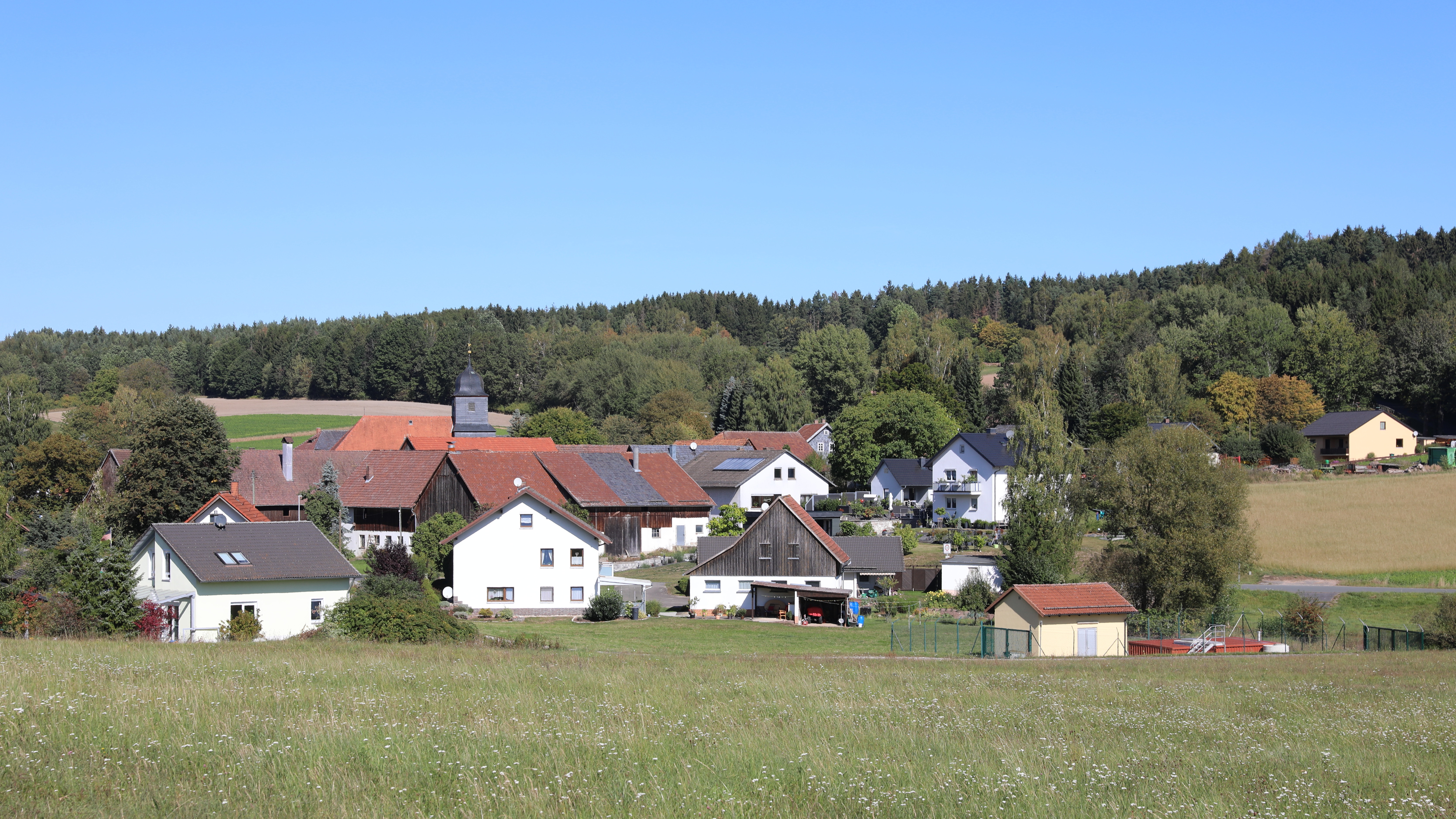
Rottenbach von Süden

Rottenbach ist ein Gemeindeteil von Lautertal im oberfränkischen Landkreis Coburg.

## Geographie
Das Kirchdorf liegt etwa 14 Kilometer nördlich von Coburg in einer Talmulde östlich der Langen Berge an der Landesgrenze zu Thüringen und an der Wasserscheide zwischen Main und Werra. Westlich wird die Ortsflur von der Bundesautobahn 73 und östlich von der ehemaligen Bundesstraße 4 gequert. Das Straßendorf wurde um die Wegegabelung Mirsdorf–Heid–Görsdorf gebaut. Der namensgebende Rottenbach, ein Quellbach der Lauter, fließt durch das Dorf. Die Streifen der Flur ziehen durchwegs von Nordost nach Südwest.
Nordöstlich der Ortschaft, unmittelbar an der bayerischen Landesgrenze zu Thüringen befindet sich das Rottenbacher Moor, ein Naturschutzgebiet mit einem etwa acht Hektar großen primären HochMoor.

## Geschichte
In einer Urkunde vom 11. Februar 1182 wurde Rottenbach erstmals genannt. Kaiser Friedrich Barbarossa bestätigte darin die Güter der ehemaligen Pfalzgräfin Gertrud und der Äbtissin Irmingard vom Kloster St. Maria und St. Theodor in Bamberg. Im hennebergischen Lehensverzeichnis von 1317 wurde Cunrad von Hessenburg als Lehnsherr genannt. Der Ortsname wird auf den gleichnamigen Bach zurückgeführt, der roten Boden (Buntsandstein, Lehm) anschwemmt.
Anfang des 14. Jahrhunderts lag Rottenbach im Herrschaftsbereich der Henneberger. 1353 kam der Ort mit dem Coburger Land im Erbgang zu den Wettinern und war somit ab 1485 Teil des Kurfürstentums Sachsen, aus dem später das Herzogtum Sachsen-Coburg hervorging.
Eine dem Heiligen Antonius, dem Schutzheiligen der Einsiedler, geweihte Wallfahrtskapelle in Rottenbach ist erstmals 1387 belegt. Die Gemeinde gehörte ursprünglich zur Urpfarrei Heldburg und war danach der Pfarrei Oettingshausen unterstellt. 1511 wurde es eine selbständige Pfarrei. 1528 wurden die benachbarten Gemeinden Heid, Görsdorf und Herbartswind eingepfarrt. 1535 folgte Tremersdorf.
Im Dreißigjährigen Krieg verödete das Dorf. Bis zum Ende des 17. Jahrhunderts war wieder die Einwohnerzahl wie vor dem Krieg erreicht. 1857 lebten 156 Einwohner in 32 Wohnhäusern. 1855 wurde ein neues Pfarrhaus gebaut und 1884 ein neuer Friedhof eingeweiht. 1861/62 wurde ein neues Schulhaus errichtet und 1886 für eine zweite Schulklasse erweitert. Der Ort gehörte zum Gericht Rodach.
Ab dem Jahr 1878 wurde neben der 1783 gegründeten Gaststätte Zum Auerhahn Bier gebraut. Der Gasthof und die Brauerei Meyer waren in Familienbesitz. 1963 wurde der Braubetrieb eingestellt. 2023 folgte die Schließung der Gaststätte.
In einer Volksbefragung am 30. November 1919 stimmten sieben Rottenbacher Bürger für den Beitritt des Freistaates Coburg zum thüringischen Staat und 16 dagegen. Somit gehörte ab dem 1. Juli 1920 Rottenbach zum Freistaat Bayern. Am 26. November 1922 wurde das für die im Ersten Weltkrieg gefallenen Gemeindemitglieder errichtete Kriegerdenkmal geweiht. Stromlieferant war ab 1922 das Coburger Überlandwerk. 1925 umfasste das 708,47 Hektar große Dorf 125 Einwohner, die alle der evangelischen Kirche angehörten, und 31 Wohngebäude.
Von 1945 bis 1990 entsprach die Gemeindegrenze im Osten und Norden der Innerdeutschen Grenze. Einen Grenzübergang für den kleinen Grenzverkehr gab es ab 1973.
Am 1. Januar 1969 wurde Tremersdorf nach Rottenbach eingemeindet, dessen Fläche dadurch auf 1015,25 Hektar anwuchs. Beide Orte sind seit dem 1. Mai 1978 Gemeindeteile von Lautertal, in das die 1969 vergrößerte Gemeinde Rottenbach zwangsweise eingegliedert wurde. 1987 umfasste das Pfarrdorf Rottenbach 168 Personen, 44 Wohngebäude und 53 Wohnungen.

## Einwohnerentwicklung
| Jahr | Einwohnerzahl |
| ---- | ------------- |
| 1857 | 156           |
| 1910 | 124           |
| 1933 | 131           |
| 1939 | 129           |
| 2004 | 254           |

## Kirche

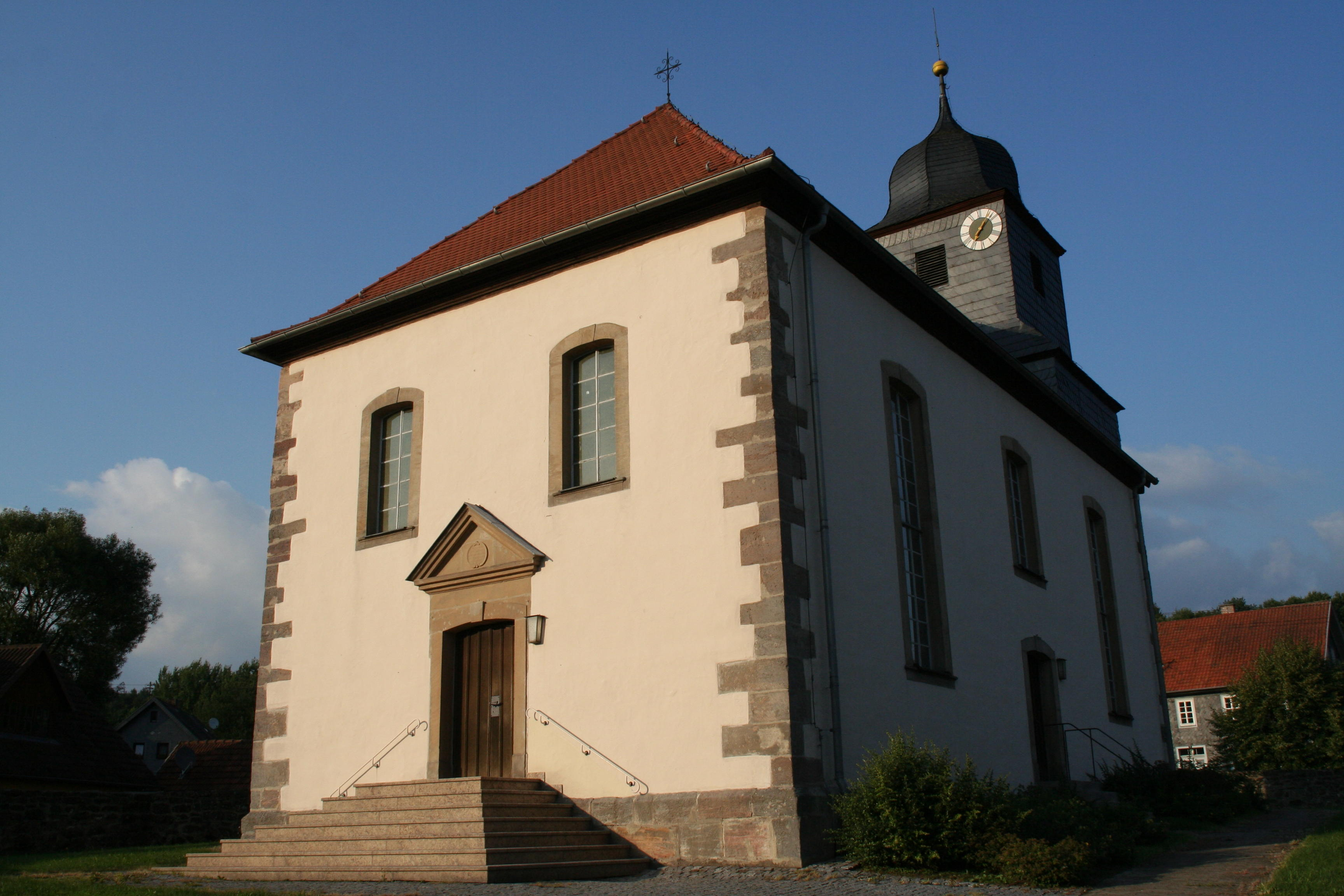
Evangelisch-Lutherische Kirche

Die evangelisch-lutherische Matthäuskirche wurde 1786/87 in der heutigen Form, vom Markgrafenstil beeinflusst, mit dem rechteckigen Langhaus errichtet. Der Innenraum enthält zweigeschossige Emporen auf der Nord- und Südseite und eine eingeschossige Empore auf der Westseite mit einer Rokoko-Orgel von 1786 sowie einen Taufstein von 1617 und eine Kirchenbank von 1680.